# New Finer Plymouth
Der New Finer Plymouth (oder auch: Plymouth Modell PB) war ein Mittelklasse-PKW, den Chrysler unter dem Markennamen Plymouth im Modelljahr 1932 fertigte. 

## Beschreibung
Das Styling war gegenüber dem Vorgänger Plymouth Modell PA nochmals verfeinert worden und die Motorleistung war durch Erhöhung der Verdichtung weiter angestiegen. Dennoch waren die Modelle nicht teurer als im Vorjahr. Daher bot man sie als "neu" und "besser" (engl.: new, finer) an.
Der Wagen besaß weiterhin einen seitengesteuerten Vierzylinder-Reihenmotor mit 3214 cm³, dessen Leistung allerdings auf 65 bhp (48 kW) gestiegen war. Es war das letzte Jahr für das Vierzylindermodell; erst 1971 bot Plymouth wieder Fahrzeuge mit Vierzylindermotoren an. In diesem Jahr erfolgte auch die Umstellung der Modelljahre. Entsprachen sie früher mehr oder weniger den Kalenderjahren, so begann das Modelljahr künftig nach den Werksferien des Vorjahres (im September / Oktober) und endete vor den Werksferien im Juli. Dadurch wurde dieses im Februar vorgestellte Modell nur 8 Monate lang gefertigt.

## Karosserien
Im Angebot standen zahlreiche Karosserievarianten: viertüriger Phaeton, zwei- und viertürige Limousine, viertürige Lang-Limousine, zweitürige Business-Coupé und Roadster-Coupé, zweitürige Business-Roadster und Sport-Roadster, zweitüriges Cabriolet und zweitüriges Limousinen-Cabriolet. Die Länge betrug je nach Aufbau 4446 bis 4674 mm. Die Fahrzeuge wogen zwischen 1153 und 1393 kg.

## Stückzahl
Als die Modellreihe im September 1932 von den Modellen Standard Modell PC und Deluxe Modell PD abgelöst wurde, waren 83.910 Exemplare entstanden.

## Quelle
- Beverly R. Kimes, Henry A. Clark: Standard Catalog of American Cars 1805–1942. Krause Publications, Iola 1985, ISBN 0-87341-045-9.

Im Zeitraum von 1942 bis 1946 gab es aufgrund des Zweiten Weltkrieges nur eine eingeschränkte zivile Fahrzeugproduktion.